# Echium bond-spraguei
Echium bond-spraguei är en strävbladig växtart som beskrevs av Thomas Archibald Sprague och Hutch. Echium bond-spraguei ingår i släktet snokörter, och familjen strävbladiga växter. Inga underarter finns listade i Catalogue of Life.